# U 977
U 977 war ein deutsches U-Boot vom Typ VII C der Kriegsmarine. U 977 und U 530 waren die beiden einzigen U-Boote, denen es nach der deutschen Kapitulation (VE-Day) Anfang Mai 1945 gelang, vor den Westalliierten nach Südamerika zu entkommen.

## Kommandanten
- Hans Leilich (12. Februar 1918 bis 7. Februar 1993) trat 1937 in die Kriegsmarine ein. Er diente bei Kriegsbeginn als Ausbildungsoffizier auf dem Schulschiff Schlesien, war später Lehrer an der Marineschule Mürwik, erhielt im Mai 1943 nach einem U-Bootkommandantenlehrgang das Kommando auf U 977 und wurde am 1. September 1944 zum Kapitänleutnant befördert. Nach einigen Ausbildungsfahrten mit U 977 übergab er im März 1945 das Kommando an seinen Nachfolger
- Heinz Schaeffer (28. April 1921 bis 15. Januar 1979) und trat 1939 in die Kriegsmarine ein. Von Mai 1942 bis Oktober 1943 absolvierte er vier Feindfahrten als Wachoffizier auf U 445. Nach einem U-Bootkommandantenlehrgang bei der 23. U-Flottille kommandierte Heinz Schaeffer ab November 1943 das Schulboot U 148, das ihm bis zum 15. Dezember 1944 unterstand. Im Dezember 1943 wurde Schäffer zum Oberleutnant zur See befördert. Im März 1945 übernahm er das Kommando auf U 977.

## Geschichte
U 977 gehörte ab Mai 1943 der 5. U-Flottille an, die in Kiel stationiert war. In dieser Zeit unternahm Kommandant Leilich mit dem Boot Ausbildungsfahrten in der Ostsee zum Training der Besatzung. Während dieser Fahrten kollidierte U 977 dreimal mit anderen Schiffen. Die letzte Kollision beschädigte den Druckkörper des Bootes so schwer, dass die Ausbildung abgebrochen wurde. U 977 war fortan nicht mehr für den Fronteinsatz vorgesehen, sondern wurde als Schulboot verwendet. 

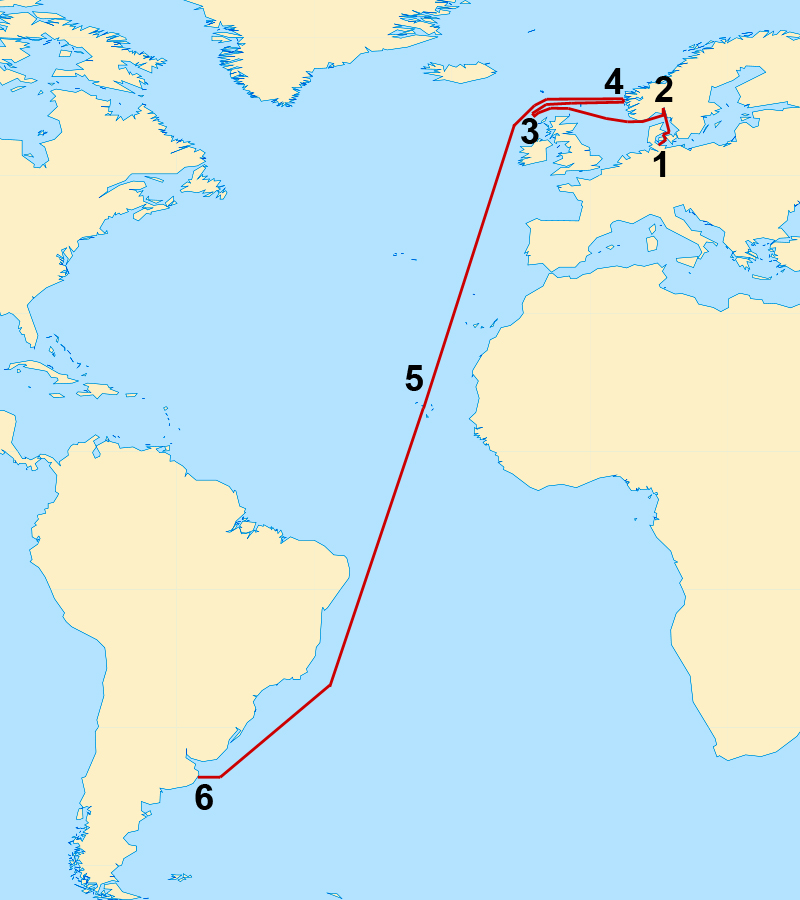
Route und Stationen von U 977: Auslaufen in Kiel, Ende April 1945 (1), Zwischenstation in Norwegen, 2. Mai 1945 (2), Kriegsende, 8. Mai 1945 (3), Absetzen der Rückkehrwilligen und Beginn der Tauchfahrt, 10. Mai 1945 (4), Ende der Tauchfahrt und Anlaufen der Kapverdischen Inseln, Juli 1945 (5), Ankunft in Mar del Plata, Argentinien, 17. August 1945 (6)

Nach längerer Werftliegezeit, in deren Verlauf das Boot auch mit einem Schnorchel ausgestattet wurde, erhielt U 977 zum 1. März 1945 wieder den Status als Ausbildungsboot und kam zur 31. U-Flottille, einer Ausbildungsflottille, die in Hamburg stationiert war. Als der neue Kommandant feststellte, dass die Batterien des Bootes nur noch 70 % ihrer anfänglichen Kapazität hatten, bemühte er sich darum, diese austauschen zu lassen. Dies wurde wegen Materialknappheit abgelehnt.  Schaeffer unternahm von Hamburg und Kiel aus Ausbildungsfahrten, um Boot und Besatzung auf Fronteinsätze vorzubereiten. U 977 brach am 2. Mai 1945 nach einer Verlegungsfahrt von Kiel über Horten nach Kristiansand zu seiner ersten Unternehmung in das Seegebiet vor Norwegen auf.

### Überfahrt nach Argentinien

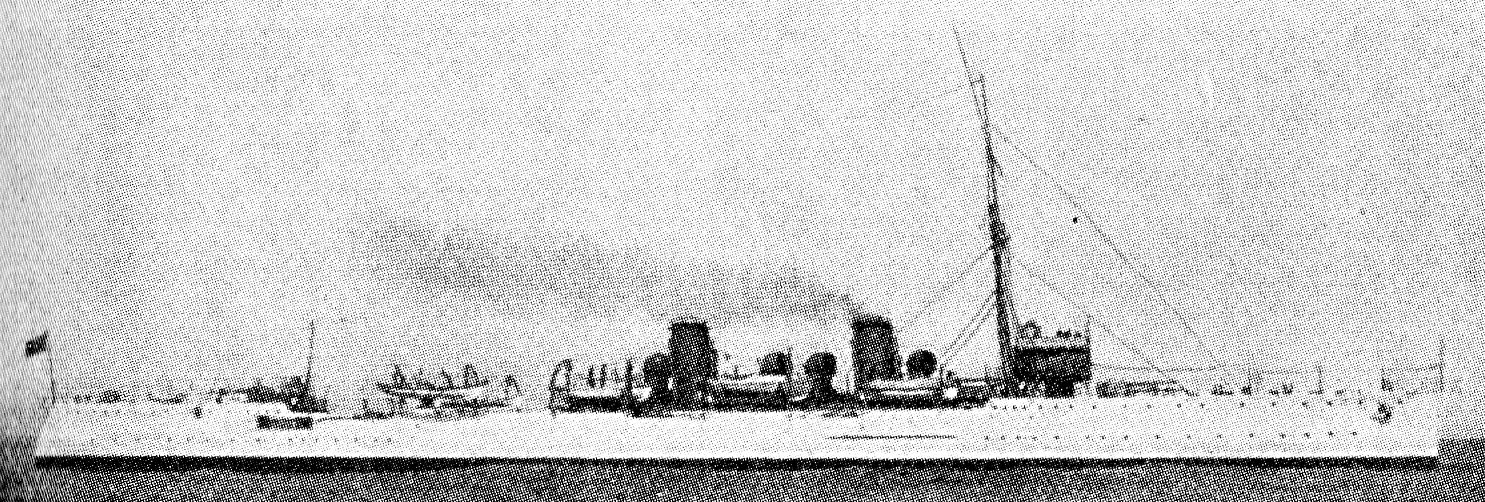
Brasilianischer Geschützter Kreuzer Bahia. Aufnahme vor 1914

Kommandant Schaeffer ließ bei Bekanntwerden der bedingungslosen Kapitulation der Wehrmacht über das weitere Vorgehen abstimmen. Von der 48-köpfigen Besatzung stimmten 30 für eine Flucht nach Argentinien; zwei Männern wäre Spanien lieber gewesen, aber sie blieben an Bord. 16 Unteroffiziere, von denen die meisten verheiratet und Familienväter waren, wollten nach Hause. Sie wurden am 10. Mai 1945 gegen 3 Uhr vor der Insel Holsnøy bei Bergen (Norwegen) in Schlauchbooten ausgesetzt und danach an Land mit der Meldung „Boot auf Mine gelaufen und gesunken“ als einzige Überlebende von U 977 registriert. U 977 wurde auf der Verlustliste eingetragen.
Da die alten, erfahrenen Unteroffiziere fehlten, wurde für die verbliebene Mannschaft aus Matrosen und Unteroffizieren jedes Alarmtauchen zum Risiko. So kam es, dass der erste Wachoffizier bei einem Alarmtauchen vergaß, das Sehrohr einzuziehen. Weil die Drahtseile dem Druck in 100 Metern Tiefe nicht mehr standhielten, fiel das Periskop ungebremst durch seinen Schacht auf das Deck, wobei seine Prismen beschädigt wurden. Das zweite Sehrohr diente ausschließlich für Angriffe in der Dunkelheit und war zum Einsatz bei Schnorchelfahrt, wo begleitendes Spähen durchs Sehrohr eigentlich unerlässlich war, viel zu kurz.
Die Fluchtroute führte von Norwegen ausgehend zwischen Island und Schottland vorbei über die Kapverdischen Inseln und anschließend über den Atlantik bis nach Mar del Plata in Argentinien, wo U 977 am 17. August 1945 (14 Wochen bzw. dreieinhalb Monate nach Kriegsende) eintraf. Dabei fuhr U 977 für 66 Tage ununterbrochen getaucht, tagsüber auf 50 m Tiefe und nachts mit Schnorchel 14 Meter unter der Wasseroberfläche. Dabei gab es während der nächtlichen Fahrtabschnitte für die Dieselmotoren sowie für die Besatzung Frischluft von der Schnorchelanlage. Der Kommandant erlaubte während der Schnorchelfahrt sogar jeweils kleinen Gruppen im Dieselraum zu rauchen. In den übrigen Zeiten der rein elektrischen Tauchfahrt ohne Schnorcheleinsatz musste man mit der im Bootskörper eingeschlossenen nicht erneuerbaren Atemluft auskommen. Nach den 66 Tagen fuhr  U 977 nachts aufgetaucht und nur noch tagsüber getaucht. Nach einiger Zeit im Atlantik stellte man fest, dass das Tauchen nicht notwendig war. Man tarnte (bei den seltenen Sichtkontakten mit anderen Schiffen) das U-Boot als kleinen Kohledampfer, wobei der Kamin aus Blechdosen bestand und der Rauch mit ölgetränkten Lappen erzeugt wurde.
U 977 erreichte nach 100 Tagen Fahrt am 17. August 1945 die argentinische Küste. Die Mannschaft wurde in Mar del Plata interniert. Das Stalin-Regime lancierte den Verdacht, an Bord von U 977 wären Adolf Hitler, Eva Braun und einige Getreue gewesen und dann an Land gebracht worden. Der zunächst erhobene Vorwurf der Torpedierung des brasilianischen Kreuzers Bahia, der nach einer mysteriösen Explosion am 4. Juli 1945 unterging, konnte widerlegt werden. Eine Untersuchung der brasilianischen Behörden ergab später, dass die Bahia sich selbst durch einen Unfall bei einer Gefechtsübung versenkt hatte.
2002 wurde ein Buch veröffentlicht, in dem behauptet wurde, über 50 ranghohe Funktionäre des NS-Regimes seien mit U-Booten nach Argentinien gelangt.

## Versenkung

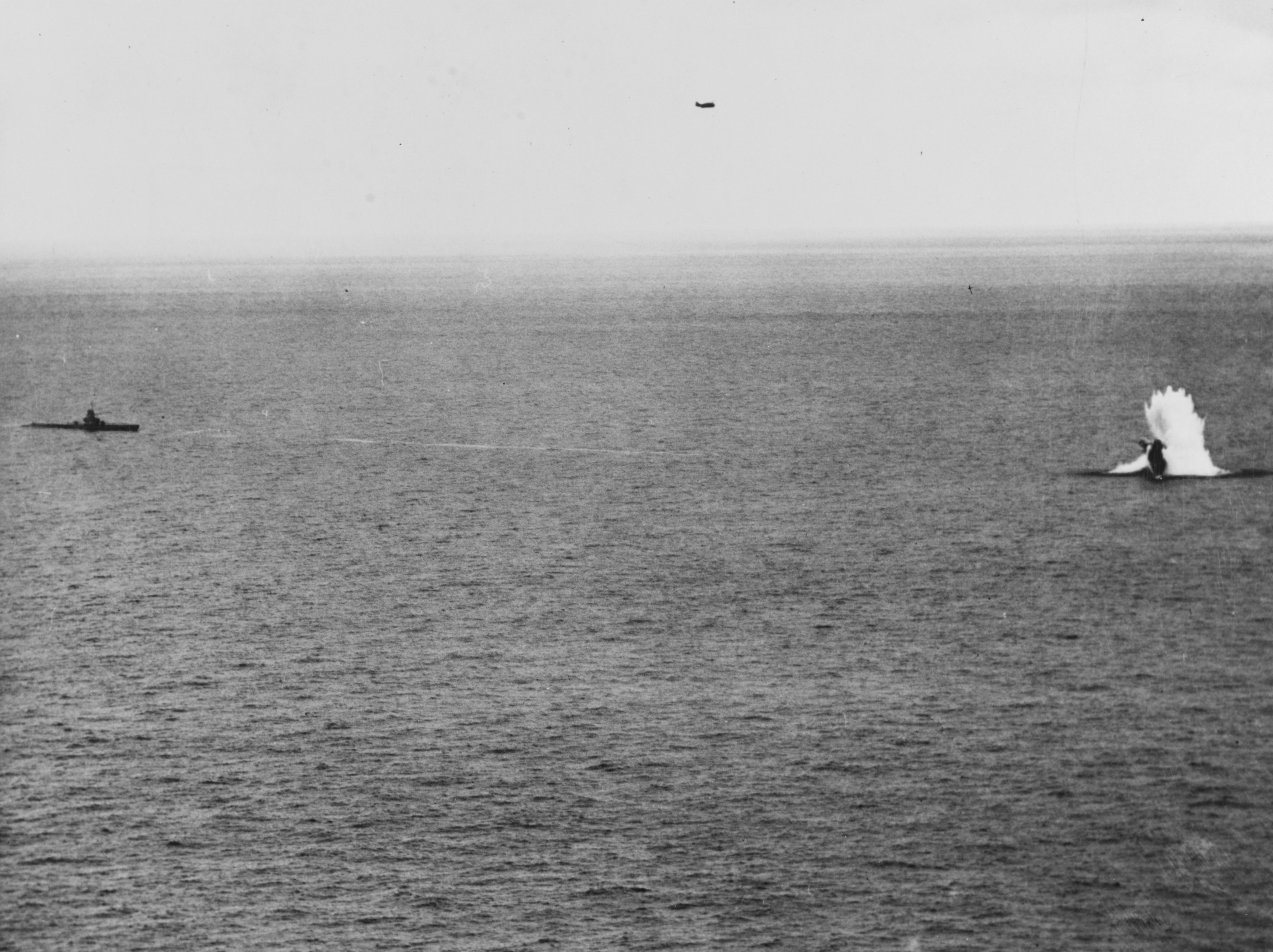
U 977 wurde von dem US-amerikanischen U-Boot USS Atule bei einem Torpedoversuch versenkt

Am Ende wurde U 977, wie auch seine Besatzung, an die USA ausgeliefert. Am 13. November 1946 wurde das Boot als Zielschiff bei Torpedoversuchen vom U-Boot Atule an der Ostküste der Vereinigten Staaten vor Massachusetts versenkt.

## Literarische Verarbeitung
Einige Jahre nach dem Krieg veröffentlichte der letzte Kommandant des Bootes, Heinz Schaeffer, einen Bericht über seine Zeit in der U-Bootwaffe, der auch eine ausführliche Beschreibung der letzten Fahrt von U 977 beinhaltete. Schaeffer thematisierte hierbei Draufgängertum und Abenteuerlust. Nach eigenen Angaben sei das Abfassen des Textes durch damalige Zeitungsberichte und sonstige Veröffentlichungen, die behaupteten, U 977 habe hohe Funktionäre des Dritten Reiches nach Südamerika gebracht, motiviert gewesen. Das Buch „U-977 Geheimfahrt nach Südamerika“ erschien 1950 im Wiesbadener Limes-Verlag und erlebte 1975 eine zweite Auflage. Im Jahr 1952 erschienen englischsprachige Ausgaben in London und New York, und eine französischsprachige in Paris. 1977 wurde das Buch ins Finnische übersetzt. Der Verlag Buch und Welt in Klagenfurt legte das Buch bis 1984 zwei weitere Male neu auf. Zudem erlebte es zwischen 1976 und 1988 zehn weitere Auflagen im Münchener Wilhelm Heyne Verlag. Unter dem Titel „66 Tage unter Wasser Die geheimnisumwobene U-Boot-Fernfahrt nach Argentinien“ erschien eine gekürzte Ausgabe des Textes als Landser-Großband. Obwohl es Schaeffers selbsterklärtes Ziel gewesen war, den Gerüchten um eine Art von geheimer Mission zur Überführung ranghoher Nationalsozialisten, deren Vermögenswerten oder sonstiger Devotionalien nach Südamerika, oder gar zu einer Basis in der Antarktis zu verbringen, mit der Veröffentlichung wirksam entgegenzutreten, kamen solche Gerüchte immer wieder auf.